# Aartsabdij van Beuron

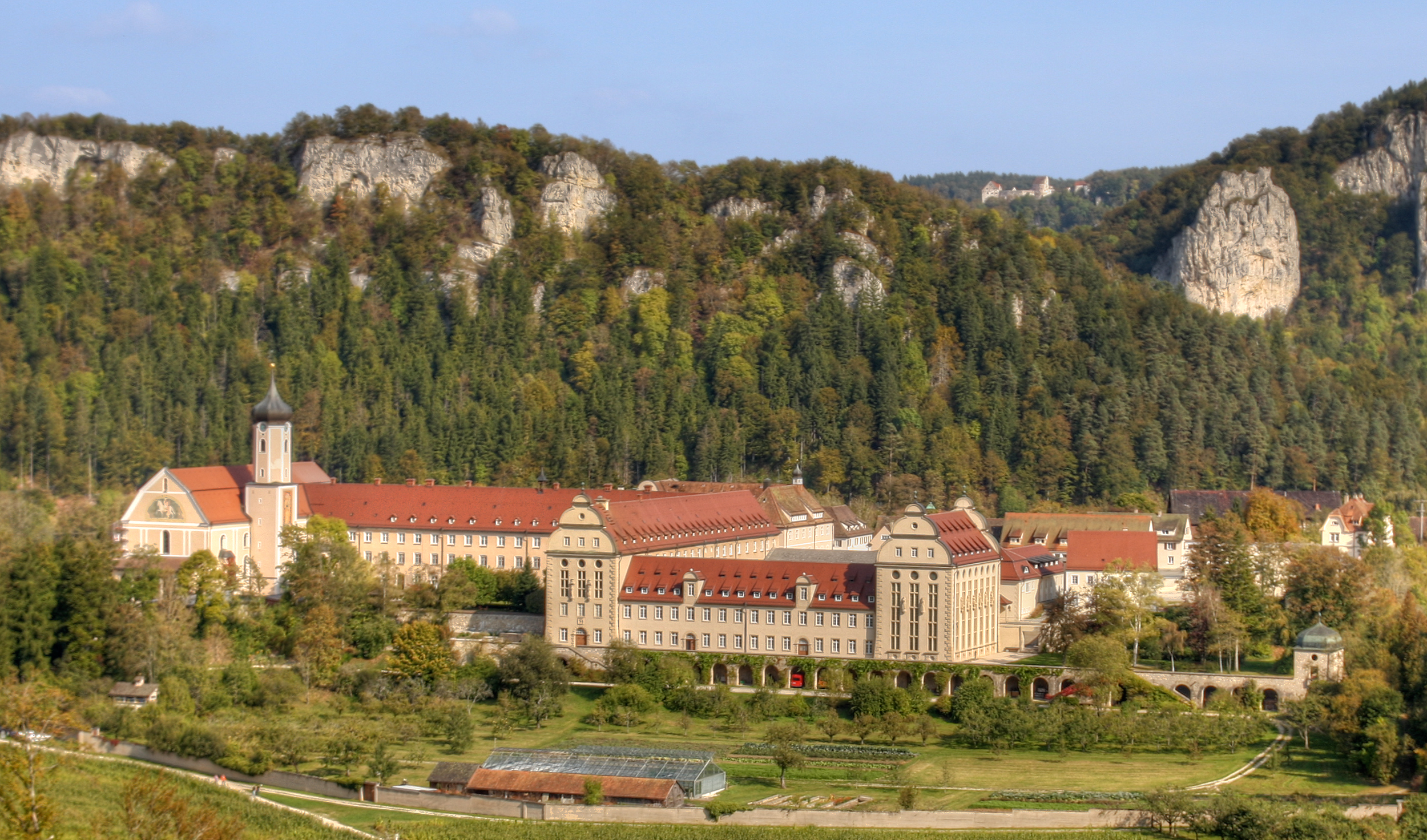
Aartsabdij van Beuron (2009)

De aartsabdij van Beuron (Erzabtei St. Martin zu Beuron) is een benedictijnenabdij in Beuron, Baden-Württemberg. Naar deze abdij is de Congregatio Beuronensis, congregatie van Beuron (1873) genoemd.

## Geschiedenis
Vanuit Solesmes werd in 1863 de abdij van Beuron (Zuid-Duitsland) gesticht, voorheen waren de gebouwen bewoond door augustijnen. Deze kanunniken van Sint-Augustinus bewoonden reeds op deze locatie sinds de 11de eeuw. In de 19de eeuw drukte deze abdij zijn stempel op de kunstgeschiedenis bij de ontwikkeling van verschillende neo-sijlen en liturgie. Deze stroming wordt de 'School van Beuron' genoemd.
De bloei in de 19de eeuw zorgde voor de stichting van andere abdijen, bijvoorbeeld de Abdij van Maria Laach met haar eerste abt, Willibrord Benzler.
De Belgische pater Hildebrand de Hemptinne is begraven in dit klooster.
De Nederlandse schilder Jan Verkade werd in 1894 oblaat in Beuron en in 1897 werd hij aangenomen als novice.